# Fracasitos
Fracasitos es una serie animada infantil de origen argentino, basada en los cómics digitales del mismo nombre creados por Ana Oly. La serie comenzó a emitirse en Argentina el 22 de enero de 2021 por Cartoon Network. La historia sigue la vida de Fracachica, quien enfrenta con gracia las situaciones desopilantes de su vida cotidiana.[1] Fracachica es doblada por Sofía Morandi (temporada 1) y Ana Oly (temporada 2)

## Sinopsis
Fracachica es una chica entusiasta y optimista que tiene muy poca suerte en su vida, ya que todo el tiempo las cosas le salen mal en la cotidianeidad y debe enfrentar esas desgracias de la mejor o peor manera posible.

## Reparto
- Sofía Morandi como Fracachica
- Ana Oly como Personajes secundarios

## Desarrollo

### Producción
El dibujo animado surgió en 2016 como una web cómic en Facebook e Instagram, y con el transcurso del tiempo fue sumando seguidores en sus cuentas, llegando a convertirse en un fenómeno de las redes sociales. Al tiempo, a la creadora Ana Oly le llegó la propuesta de Cartoon Network de crear una versión animada de Fracasitos para la televisión.  Oly comentó que la producción de la serie se vio atravesada por la pandemia por Covid-19, por lo cual, cada uno de los integrantes del equipo debió trabajar desde su casa, haciendo la animación, la pintada y la música. Además, debieron modificar alguna situaciones y diálogos de la animación con el fin de adaptarlas para el público infantil.

### Casting
En noviembre de 2020, se informó que Sofía Morandi sería la encargada de prestar su voz para el personaje principal de la serie. La elección de la actriz de doblaje para Fracasitos fue basarse en buscar una voz que fuera de alguien de Argentina, joven, graciosa, auténtica, con capacidad de reírse de sí misma y Oly comentó que Morandi superó las expectativas para obtener el papel.

## Emisión internacional
- Flow  Argentina (2021)